# Tomáš Pilík
Tomáš Pilík (Příbram, 1988. december 20. –) cseh labdarúgó, a Benešov játékosa.

## Pályafutása
Tomáš Pilík a Sparta Luhy-ban kezdte pályafutását, ahol ifjúsági labdarúgóként szerepelt. 1999-ben került a Příbram akadémiájára, majd itt mutatkozott be a felnőttek között  a cseh élvonalban. A 2004-2005-ös szezonban 15 évesen és 343 naposan debütált az első osztályban, amivel minden idők második legfiatalabb debütánsa lett a cseh bajnokságban, Pavel Mezlík mögött. 2010-ben a Baník Ostrava játékosa lett, majd ezt követően visszatért a Příbramhoz, ahol 2017 nyaráig szerepelt. A cseh élvonalban 265 találkozón lépett pályára, és 26 gólt szerzett, 2005 augusztusában, 16 évesen volt először eredményes az első osztályban, ami korrekordnak számít a vonatkozó rangsorban. 2017 nyarán a Zbrojovka Brno játékosa lett. 2018 nyarán a Budapest Honvéd igazolta le. A budapesti csapatnál öt hónap alatt mindössze nyolc bajnokin lépett pályára, gólt nem szerzett. 2019 februárjában a Jablonec játékosa lett. 2020 és 2022 között a Příbram csapatában szerepelt. Eztkövetően megfordult az osztrák SV Waidhofen/Thaya csapatában. 2023. július 18-án a Benešov szerződtette.

## További információ
- Tomáš Pilík válogatott statisztikái a cseh labdarúgó-szövetség honlapján (csehül)
- Guardian Football Archiválva 2012. október 4-i dátummal a Wayback Machine-ben